# Sokvirágú jázmin
A sokvirágú jázmin (Jasminum polyanthum) az olajfafélék családjába tartozó faj.
Csavarodva kúszó több méteresre megnövő cserje. A Földközi-tenger mentén kertekben kedvelt és ültetett faj (pl. Tunézia). Levelei 5-7 levélkéből állnak, páratlanul szárnyaltak, virágai fehérek csoportosan nőnek bódító illatúak. A parfümipar egyik legismertebb illat alapanyaga. Virágzása januártól májusig tart. Virágzáshoz néhány hetes "hideghatás"-kb 10-15 °C-szükséges, míg nyáron a fő növekedési időszakában bőséges víz és tápanyag, valamint meleg, napos fekvést igényel.